# Irgiz
Irgiz (kaz.: Ырғыз, Yrgyz; ros.: Иргиз, irgiz) – rzeka w zachodnim Kazachstanie, prawy dopływ Turgaju. Długość – 593 km, powierzchnia zlewni – 32 tys. km², średni przepływ – 8 m³/s. Reżim śnieżny z maksimum w kwietniu (4–5 m powyżej zwykłego poziomu) i minimum od lipca do października. Zamarza na czas od listopada do kwietnia. Grubość lodu pod koniec zimy sięga 1 m. Wody używane do nawadniania i do celów rolniczych. 
Irgiz wypływa na północ od Mugodżarów. Płynie na południe, zbierając prawe dopływy z Mugodżarów, po czym skręca na wschód i spływa do południowej części Bramy Turgajskiej, gdzie uchodzi do Turgaju. Szerokość koryta – 80–100 m, szerokość doliny – 0,3 do 2 km, brzegi wysokie na 5–8 m. Latem, zwłaszcza w dolnym biegu, woda opada na tyle, że rzeka rozpada się na łańcuch jeziorek. W górnym biegu woda słodka, w dolnym – słonawa.